# Elisabeth Vilma Lwoff-Parlaghy

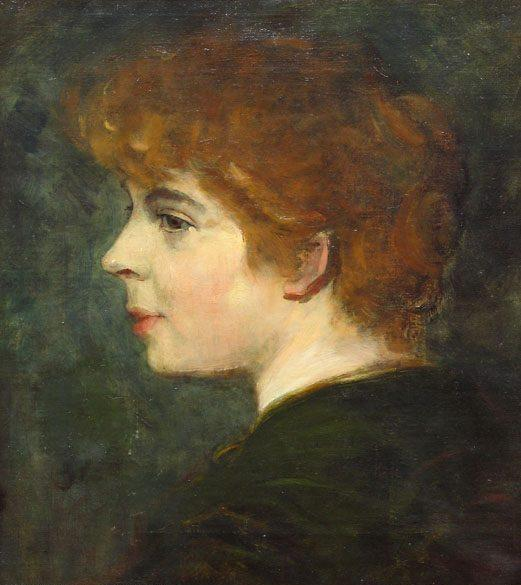
Selbstporträt von Elisabeth Vilma Parlaghy, 1880er Jahre

Elisabeth Vilma Lwoff-Parlaghy (geboren 15. April 1863 in Hajdúdorog im Komitat Hajdú, Kaisertum Österreich; gestorben 28. August 1923 in New York City) war eine ungarisch-amerikanische Porträtmalerin. Um 1900 galt sie als „Malerfürstin“.

## Leben

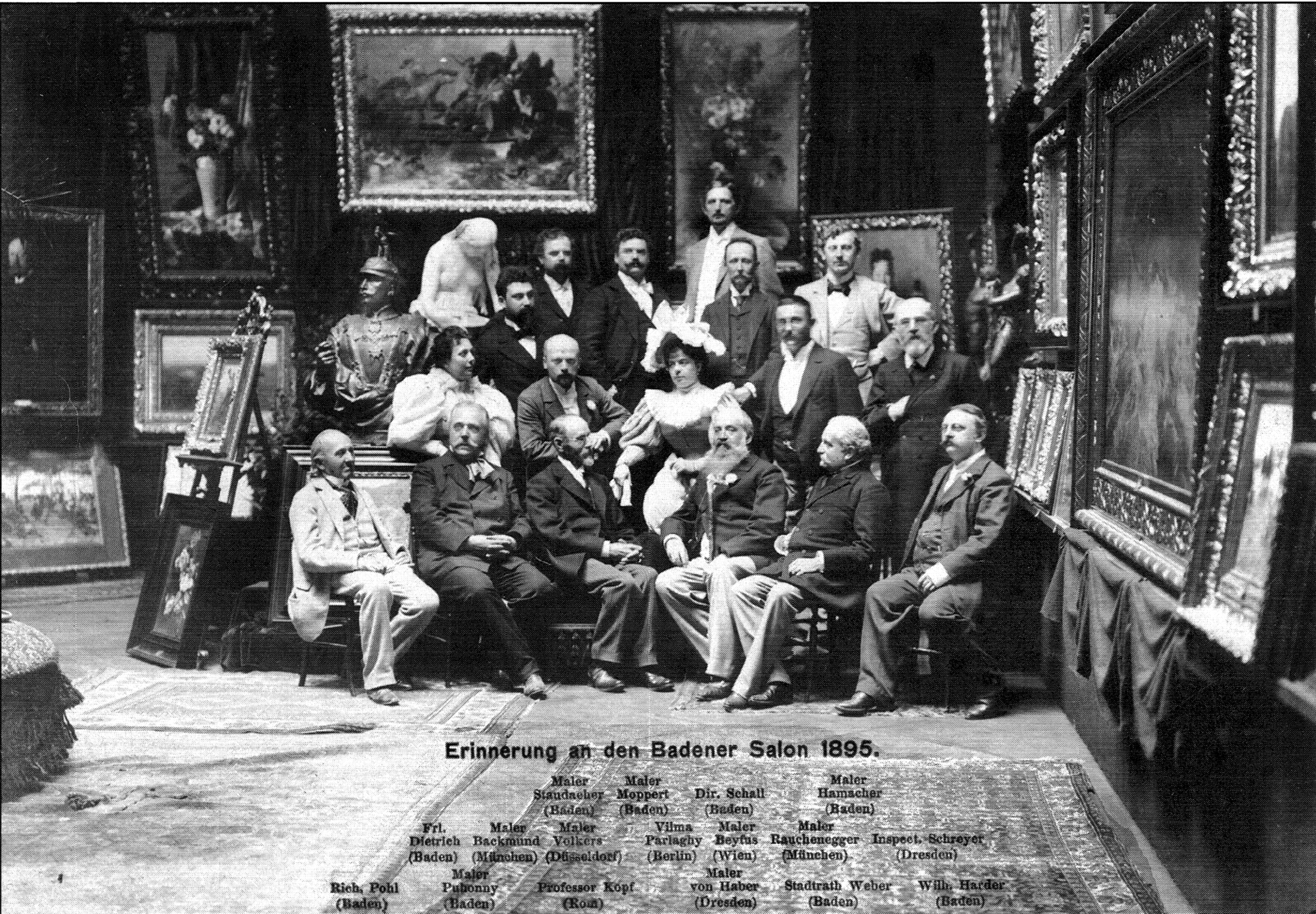
Elisabeth Vilma Parlaghy im Badener Salon 1895 (in der Mitte)

Elizabeth Vilma war die Tochter des ungarischen Staatsbeamten Parlaghy-Brachfeld und dessen Frau Wilhelmine (geborene Edlen von Zollerndorf). Sie erhielt ihre malerische Ausbildung in Budapest und danach in München durch Franz Quaglio und Wilhelm Dürr dJ, die sie im Stile von Franz von Lenbach ausbildeten. Schließlich wurde sie Mitglied des Ateliers von Lenbach, bei dem sich nicht nur dessen Maltechnik studierte, sondern auch sein Geschäftsmodell als Porträtist kennenlernte. 1883 erhielt sie auf der Internationalen Kunstausstellung in München ihre erste Goldmedaille. Eine Italienreise 1885 rundete ihre künstlerische Ausbildung ab.
1887/88 zog sie nach Berlin. Im Jahr 1890 heiratete sie den Juristen Karl Krüger, von dem sie fünf Jahre später wieder geschieden wurde. Erstes Aufsehen erregte sie 1890, als ein Porträt ihrer Mutter bei einer Ausstellung in Berlin gezeigt wurde. Dort war 1891 ihr Moltke-Porträt umstritten, aber sie stand da schon in der Gunst des deutschen Kaisers Wilhelm II., der das Bild erwarb und anordnete, es in der Ausstellung zu zeigen. 1892 erhielt sie mehrere Aufträge für Porträts des Kaisers. 1894 erhielt sie auf der Großen Berliner Kunstausstellung eine große Goldmedaille. Auch im Pariser Salon wurde sie anerkannt und zwischen 1892 und 1894 ausgezeichnet. 1895 führte sie in ihrem Berliner Salon eine Ausstellung mit über hundert eigenen Werken durch.
1896 hielt sie sich ein erstes Mal in New York City auf. 1899 heiratete sie in Prag den russischen Fürsten Georgi Jewgenjewitsch Lwow aus dem russischen Fürstengeschlecht Lwow, Nachfolger der Rurikiden. Sie lebte mit ihm auf dessen Besitz am Tegernsee, wurde aber schon 1904 wieder geschieden. Sie nannte sich ab nun „Prinzessin Lwoff-Parlaghy“. Wieder in den USA, malte sie Admiral George Dewey und fand damit den Zugang zu wohlhabenden US-amerikanischen Auftraggebern.
1902 wurde sie als erste Frau Mitglied der Jury für die Große Berliner Kunstausstellung. Sie heiratete Peter Nors und bekam 1905 die gemeinsame Tochter Vilma Nors. Während die Mutter sich in Berlin und Nizza aufhielt, wuchs die Tochter in London auf. 1908 ging Lwoff-Parlaghy endgültig in die USA. In New York lebte sie standesgemäß mit großem Personalaufwand in verschiedenen Luxushotels wie dem Plaza Hotel. Sie schuf zahlreiche Porträts der amerikanischen Hautevolee. Mit dem Ersten Weltkrieg nahm ihr Erfolg drastisch ab. Nach ihrem Tod geriet sie in Vergessenheit.

## Teslas blaues Porträt 1913
Im Jahr 1913 ließ sich Nikola Tesla von Lwoff-Parlaghy in Ölfarben porträtieren, wozu er im Studio eigens Glühlampen mit blauem Lichtfilter installierte. Das Bild wurde unter der Bezeichnung Blue Portrait bekannt und 1913 und 1916 in New York auf Ausstellungen präsentiert. Es fanden sich aber keine Käufer und das Gemälde verblieb im Eigentum der Künstlerin. Nach der Versteigerung des Nachlasses der Malerin galt es als verschollen, bis es Anfang der 2000er Jahre im Fundus des Husumer NordseeMuseum-Nissenhaus wiederentdeckt wurde. Durch eine Schenkung aus dem Nachlass des Husumers Ludwig Nissen, der 1924 als Diamantenhändler in Brooklyn verstarb, waren einige Bilder Lwoff-Parlaghys nach Husum gekommen, darunter auch ein Selbstporträt und ein Porträt Nissens sowie das Blaue Porträt von Nikola Tesla.

## Galerie

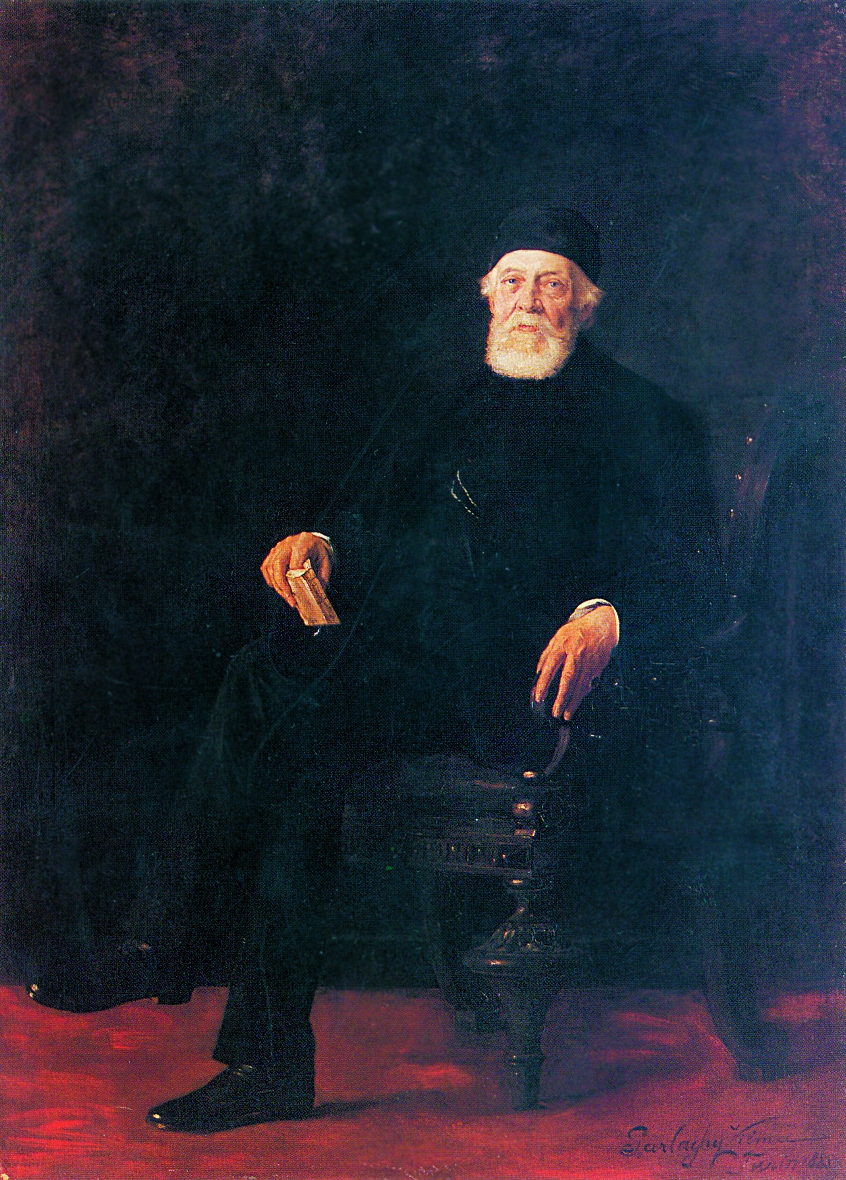
Lajos Kossuth (1885)
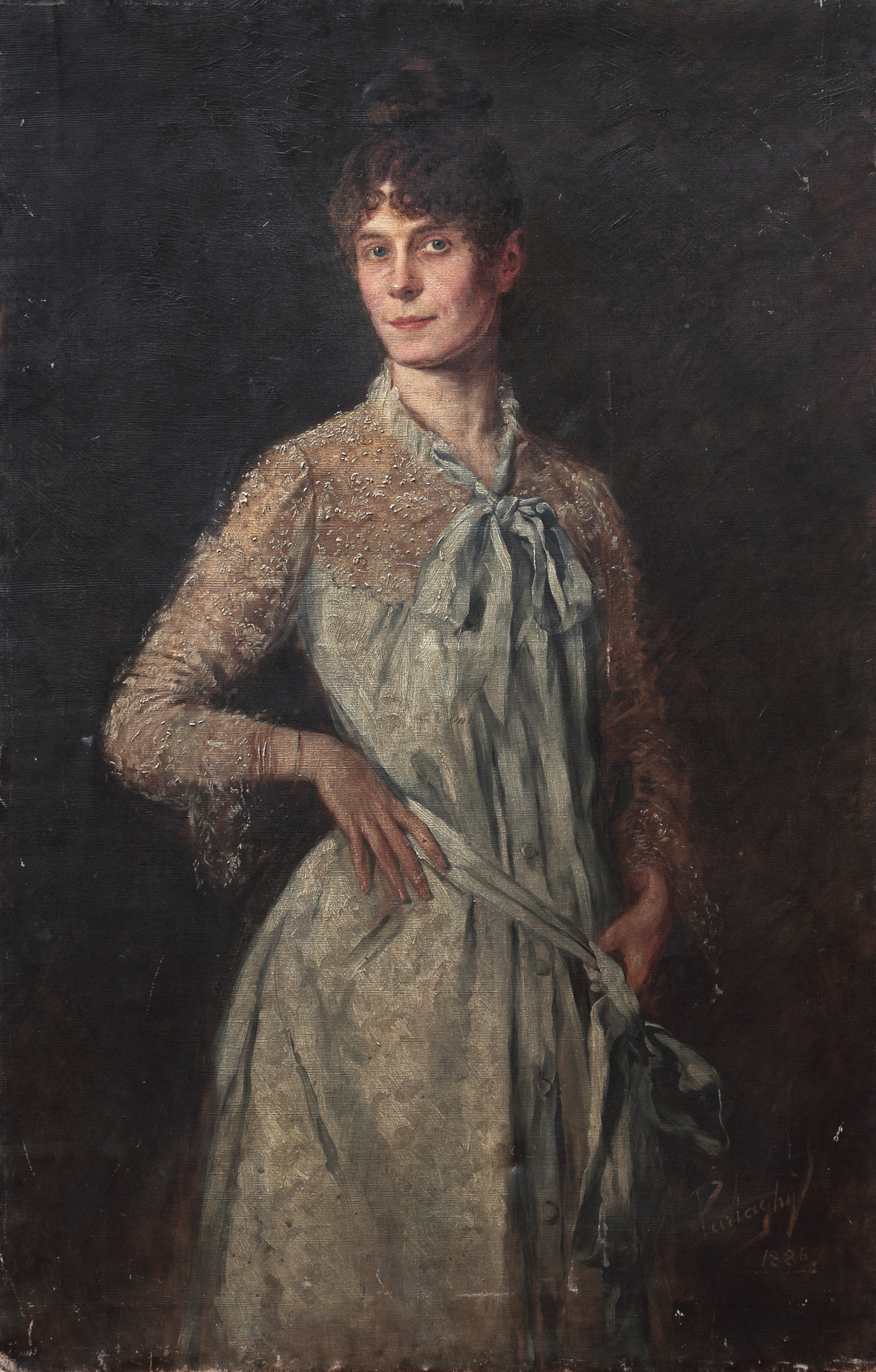
Bertha Zuckerkandl (1886)
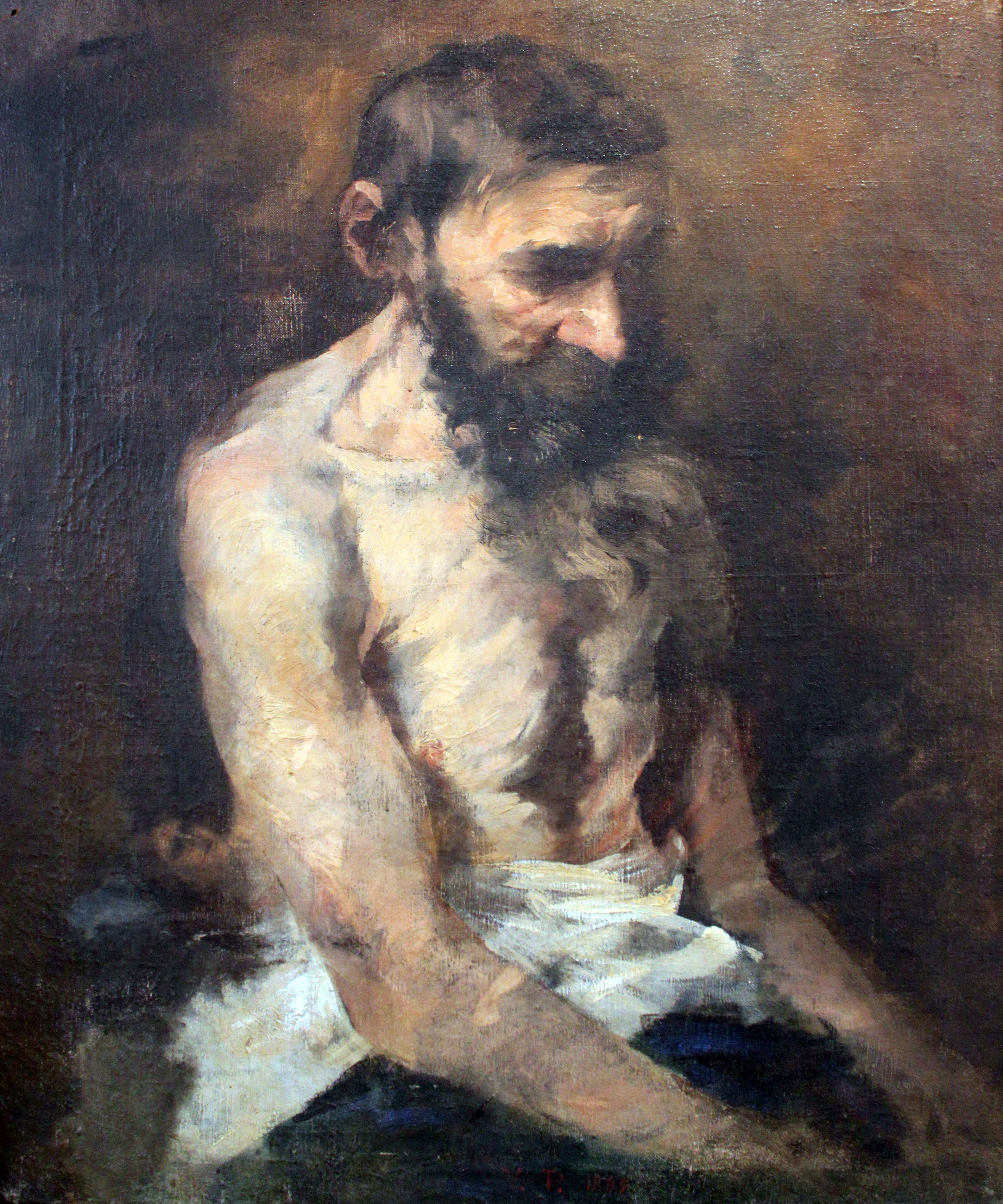
Männlicher Halbakt (1889)
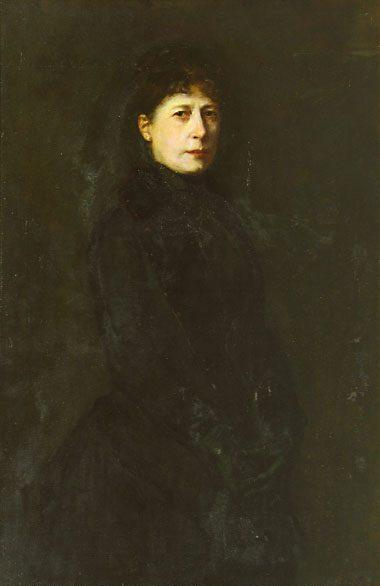
Wilhelmine Parlaghy-Brachfeld (1890)
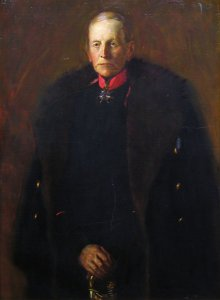
Helmuth von Moltke (Generalfeldmarschall) (1891)
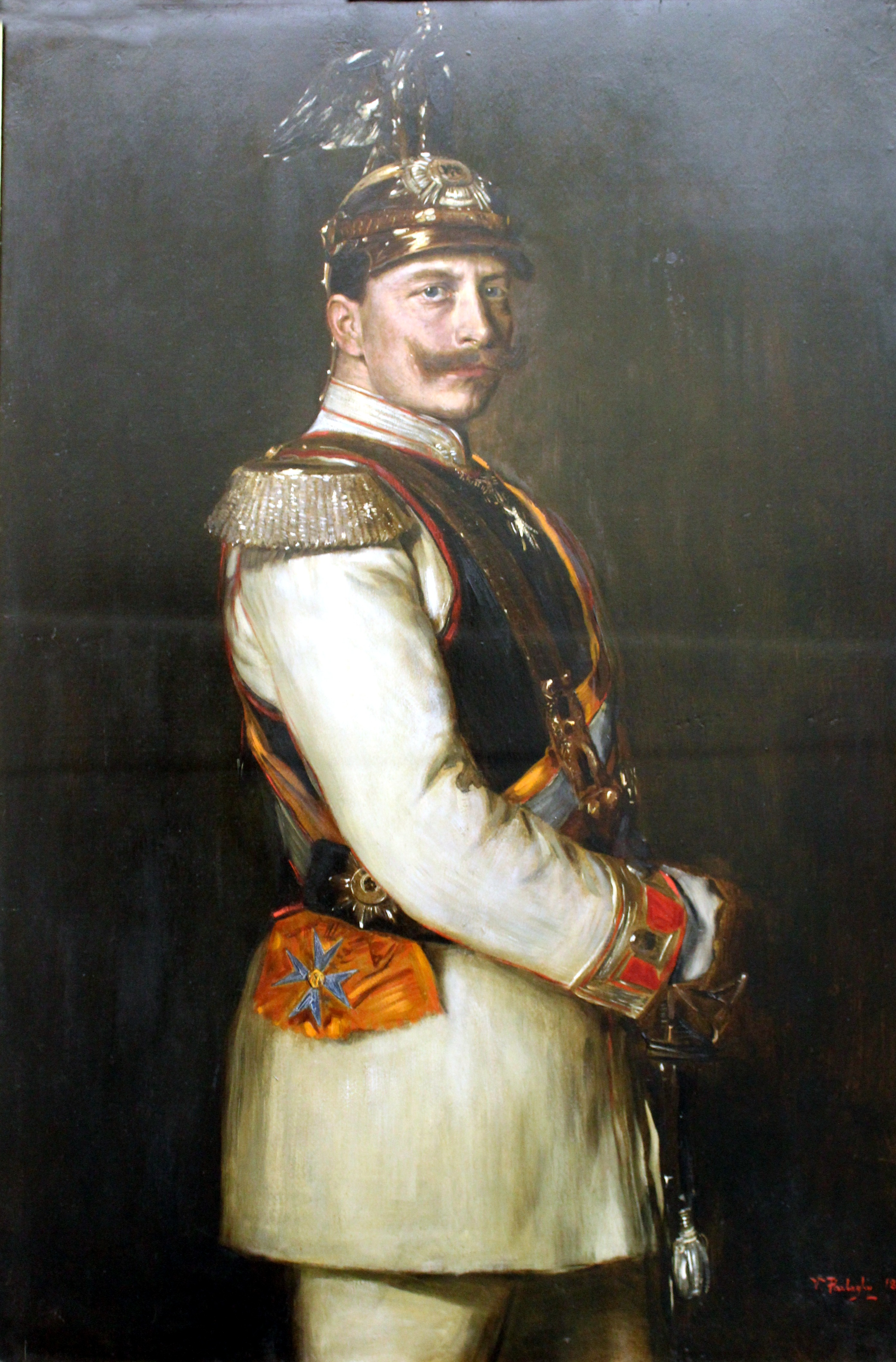
Kaiser Wilhelm II. (1895)
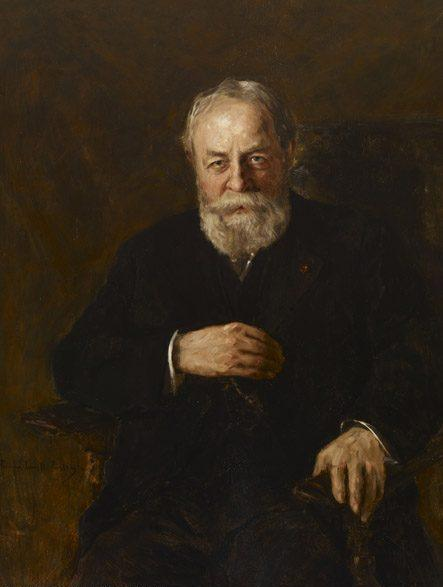
John Burroughs
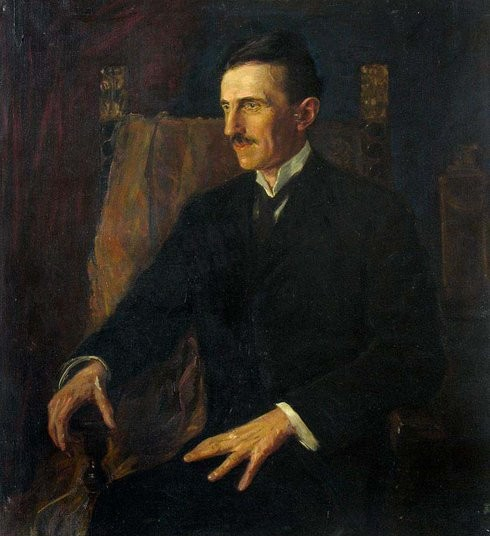
Nikola Tesla (1913)

## Porträts anderer bekannter Persönlichkeiten
August Belmont junior, Otto Fürst Bismarck, Leo von Caprivi, Andrew Carnegie, William Conant Church, Thomas Alva Edison, Edward VII., Daniel Chester French, Jenny Groß, Myron T. Herrick, Friedrich Hirth, Seth Low, Hudson Maxim, Ludwig Nissen, Alton B. Parker, Henry Phipps Jr., Ernst Günther von Schleswig-Holstein-Sonderburg-Augustenburg, Daniel E. Sickles, Charles Dwight Sigsbee, Benjamin F. Tracy.